# Ryo Asuka
Ryo Asuka (飛鳥 了?, Asuka Ryō) è uno dei personaggi principali del manga Devilman di Gō Nagai. Inizialmente presentato come migliore amico del protagonista Akira Fudo nonché suo prezioso alleato nella lotta contro i redivivi padroni originari della Terra, i demoni, verso la fine della storia si scopre essere a sua stessa insaputa Satana (サタン?, Satan), il comandante supremo di questi ultimi, infiltratosi tra gli umani per studiarli e combatterli usando le loro debolezze. 
Ryo è stato interpretato da diversi doppiatori, i primi dei quali sono stati Yū Mizushima nel 1987 e Claudio Moneta nell'edizione italiana. Il personaggio è stato accolto positivamente dalla critica nel manga e in Devilman Crybaby, tuttavia la versione di Ryo apparsa negli original anime video è stata criticata.

## Creazione e sviluppo

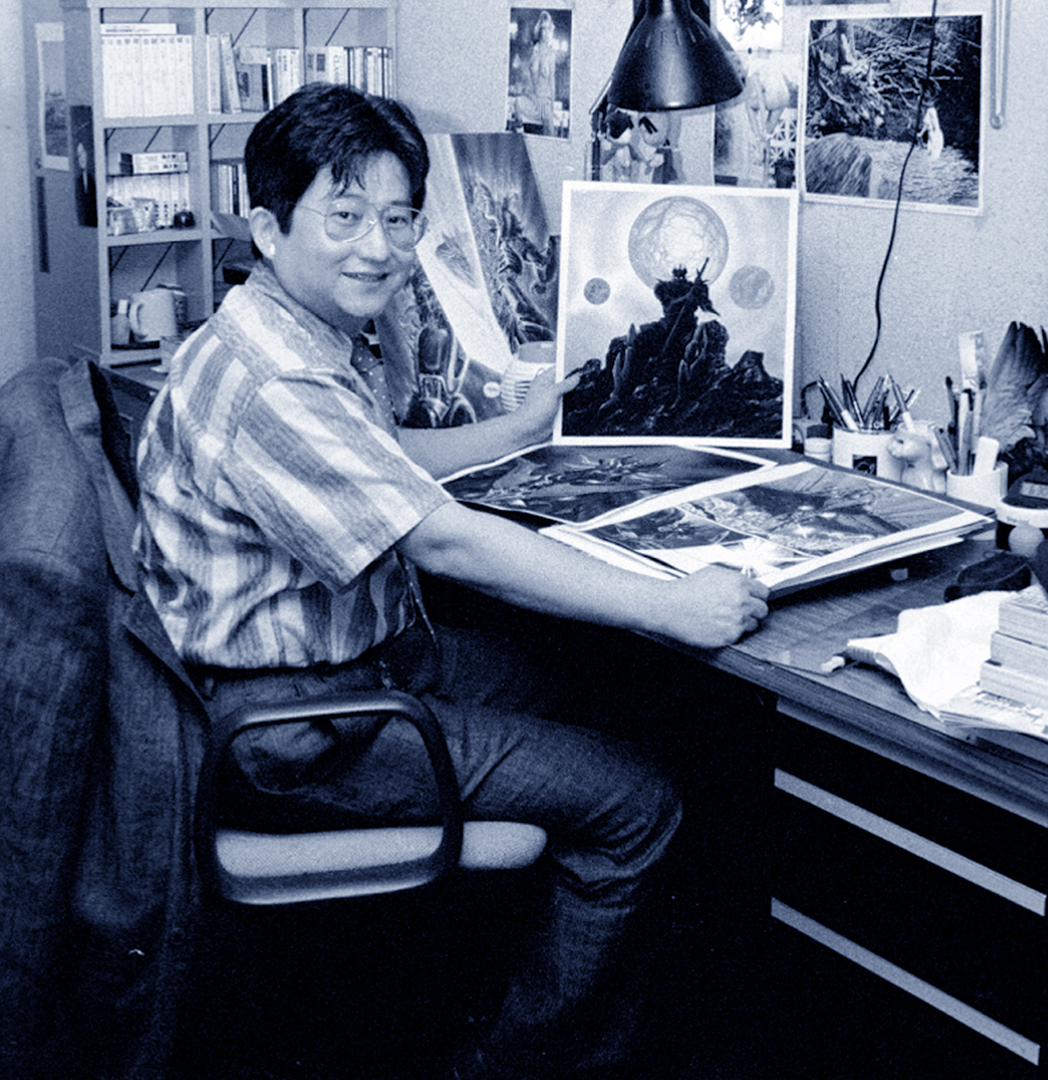
L'autore del manga di Devilman, Gō Nagai, nel suo studio a Tokyo (1987)

Il personaggio di Ryo Asuka fu inserito da Gō Nagai nel manga di Devilman come espediente per introdurre nella storia l'elemento sovrannaturale. La rivista del manga, Weekly Shōnen Magazine, era rivolta ad un pubblico più maturo rispetto alla versione animata in produzione per Toei Animation e pertanto richiedeva una trama più realistica e profonda: per questo l'autore scelse come protagonista un ordinario umano (Akira Fudo) trasformato in demone, laddove l'anime proponeva un demone convertitosi a difensore degli uomini. Ryo avrebbe quindi svolto il ruolo di un "narratore", una guida che esponesse l'esistenza dei demoni ad Akira e lo conducesse verso la metamorfosi in Devilman. Il fumettista gli diede un carattere freddo e risoluto, contrapposto a quello sensibile e timido di Akira, e, volendo conferirgli un tratto di peculiarità, optò per dei capelli biondi e una genealogia per metà americana.
Siccome l'unica utilità di Ryo nella storia era quella di permettere la trasformazione di Akira, l'intenzione originaria di Nagai era quella di farlo morire non appena avesse portato a compimento tale compito. Perciò, in contemporanea al debutto di Devilman e la sua prima lotta con dei demoni, disegnò Ryo lasciato in fin di vita dallo scontro, lasciandone intendere il trapasso. Tuttavia la sua scomparsa fu di ostacolo al proseguimento della storia, poiché era necessaria la presenza di un aiutante a conoscenza della doppia identità di Akira. Così decise di sfruttare l'ambiguità della scena per annullare la sua morte nei capitoli seguenti. Con l'avanzamento della storia Nagai sviluppò il personaggio facendosi guidare dalla personalità di Ryo e dai possibili risvolti interessanti, senza seguire un piano preordinato. Ne risultò l'emersione di un'indole quasi malvagia, che fu esacerbata dall'autore con il proposito di ampliare la trama, limitata dall'esiguità del cast principale, e di riscuotere successo tra il pubblico. Nagai ha menzionato come un possibile prototipo di questa evoluzione quella di Tatsuma Mido, personaggio del suo precedente manga Guerrilla High.
Nella seconda metà della serializzazione, verso la fine della storia, Nagai si rese conto della notevole importanza che Ryo aveva assunto all'interno della serie, arrivando a pensare che avesse sottratto ad Akira il ruolo di protagonista. Meditando sulla natura del personaggio notò il mistero che circondava la sua figura e trovò una soluzione nell'identificazione con Satana, il comandante supremo dei demoni ispirato al Diavolo biblico. L'autore non ritrasse Satana con un sesso definito, trattandosi di un angelo, ma piuttosto lo rese un ermafrodito in modo tale che incarnasse la perfezione tramite l'unione dei due sessi. La rivelazione di Ryo come Satana determinò l'antagonismo tra lui ed Akira ed influenzò lo sviluppo della storia fino alla rappresentazione dell'Armageddon nel finale.
Nel manga autobiografico Gekiman!, Nagai narra che in principio l'inclusione di Ryo nell'anime di Devilman fu scartata per via della sua utilità limitata al manga, che non rendeva la sua presenza necessaria. In seguito però, dopo che il suo ruolo nell'opera a fumetti fu esteso oltre i piani originali, la confusione prodotta nel pubblico dalla discrepanza tra i media, assieme all'incertezza dell'autore sulla sorte di Ryo, avrebbe portato all'ideazione del personaggio di Iwao Himura (氷村巌?) con la funzione di suo sostituto. Il fumettista si sarebbe occupato di realizzare il design del personaggio nella sua forma umana e in quella di demone e di dare un nome ad entrambe. Nagai ha anche affermato che lo staff dell'anime fu messo in difficoltà dagli sviluppi nel manga dovuti a Ryo e in seguito lamentò che la sua presenza avrebbe potuto rendere la serie più interessante.

### Trasposizioni nelle opere derivate
Kenichi Takeshita, il regista dell'OAV Amon - The Darkside of Devilman, dichiarò che l'opera si basava sul triangolo amoroso tra Akira, Ryo e Miki Makimura. Secondo Takeshita, dopo la morte dell'eroina, è Ryo a tenere in vita Akira e Amon non è altro che una pedina per Ryo, anche se "gioca un ruolo molto importante nella storia".
In Devilman Crybaby Masaaki Yuasa volle rendere Akira e Ryo più "cool". Il regista decise inoltre di aumentare l'importanza di Ryo in questa versione della storia e di evidenziare il contrasto ma anche il rapporto tra i due coprotagonisti. Il rapporto è mostrato dagli occhi di Ryo, che, inizialmente, non si accorge di quanto Akira sia importante per lui, ma innamorandosene man mano che la storia prosegue. Yuasa ha definito Akira l'unica persona che è "riuscita a far piangere (anche) Satana".

## Biografia del personaggio

Satana in un'illustrazione di Gō Nagai per il manga Gekiman! (2019)

Satana è un angelo figlio di Dio, il creatore dell'universo. In origine è un serafino di prim'ordine noto come Lucifero (ルキフェル?, Rukiferu), reputato il più bello ed eccelso degli angeli. Più di tre milioni di anni prima degli eventi narrati nel manga, per proteggere la Terra e la vita su di essa Satana si ribella al suo genitore, che vuole cancellare dall'esistenza il pianeta per sterminare i suoi mostruosi abitanti, i demoni. Ripudiato da Dio, l'angelo si unisce ai demoni in veste di comandante e li guida alla vittoria contro l'esercito divino. A seguito della battaglia, con l'inizio delle glaciazioni del Pleistocene Satana e la sua armata si ibernano nei ghiacci per due milioni di anni in preparazione alla resa dei conti. Intorno ai primi anni 1970 i demoni incominciano a destarsi dal loro letargo e trovano la Terra prima incontaminata sconvolta dall'insediamento dei suoi nuovi abitanti, gli umani. Per sterminare gli usurpatori e riappropriarsi del pianeta, Satana decide di infiltrarsi tra gli uomini e vivere come uno di loro in modo da scoprirne le debolezze. Quindi assume le sembianze di un umano e, per mezzo delle abilità ipnotiche del demone Psychogenie, cancella i propri ricordi, impiantandosi quelli di un ragazzo giapponese morto in un incidente stradale, Ryo Asuka, di cui ruba l'identità.
Nei panni di Ryo Asuka, stringe amicizia con un compagno di scuola, Akira Fudo, che in seguito è costretto a cambiare scuola quando si trasferisce a casa Makimura. Ryo, innamoratosi del ragazzo, modifica inconsciamente i propri piani con il proposito di farlo sopravvivere alla distruzione del genere umano. Perseguendo questi fini, seppur senza rendersene conto, si ripresenta davanti ad Akira ad un mese dalla sua partenza e lo conduce a villa Asuka, dove lo spinge a fondersi con il potente demone Amon durante un sabba creando un guerriero ibrido chiamato Devilman. Prima di ciò però Ryo viene messo al corrente dell'esistenza dei demoni tramite una messa in scena che vede suo "padre", il professor Asuka, venir posseduto da uno di questi prima di suicidarsi. Dunque si convince di esser mosso dalla volontà di salvare l'umanità dalla minaccia incombente, coinvolgendo in tale missione anche Akira, che così accetta la fusione: i due quindi intraprendono una guerra contro i demoni, fiduciosi di riuscire a sconfiggerli.
D'altro canto il re demone Zenon, vice di Satana, monitorando il suo animo umano avverte il terrore suscitato dai demoni e procede in breve a sfruttare questa fragilità tramite un'offensiva su larga scala che dimostra al mondo la potenza e la ferocia dei diavoli. Ryo comprende subito la strategia del nemico, intuendo che il panico seminato porterà l'umanità all'autodistruzione, e, persa ogni speranza di vittoria, accetta questo destino con sorprendente attrazione. Però osservando come ogni evento dia ragione alle sue previsioni inizia a nutrire dei sospetti e fa ritorno a villa Asuka in cerca di risposte. Qui scopre che ogni sua certezza è una finzione, a partire dalla sua identità di Ryo Asuka, e, in preda alla confusione, viene avvicinato da Psychogenie, che gli fa ricordare di essere Satana. Dunque procede a completare il suo piano: in un'apparizione televisiva porta al culmine la paranoia e la diffidenza tra le persone, servendosi di un filmato della trasformazione di Akira. A seguito di ciò ha un ultimo confronto pacifico con il suo amico, durante il quale gli lascia intuire la sua vera natura.
Il piano di Satana si rivela un successo e alla fine il genere umano arriva a distruggersi con le proprie mani; tuttavia, per via della sua decisione di risparmiare Akira, i demoni sono costretti a fare i conti con l'esercito di Devilman da lui riunito per vendicare la propria stirpe. Lo scontro ha luogo sul suolo cinese vent'anni dopo l'estinzione degli umani e si conclude con l'annientamento di tutti i Devilman compreso Akira, che viene tranciato a metà. Satana giace di fianco ai resti dell'amato e gli racconta la propria storia, riconoscendo di essersi comportato con gli umani non diversamente da come suo padre aveva fatto con i demoni. Pentitosi delle proprie azioni, chiede ad Akira il suo perdono prima di accorgersi che questi è trapassato e gli rimane vicino mentre l'esercito di angeli di Dio discende sulla Terra per eliminarlo assieme ai demoni stremati dallo scontro.

## Altri media
Ryo appare anche nello spin-off Devilman - Time Travellers, dove insieme ad Akira, viaggia nel tempo, incontrando personaggi storici come George Armstrong Custer e Adolf Hitler. Ryo riappare anche nei manga sequel Violence Jack e Devillady.
Ryo non è apparso nella serie animata originale, ma negli original anime video. Riappare anche in Devilman Crybaby.
Ryo è apparso anche nel crossover Il pazzo mondo di Go Nagai.

## Accoglienza
Ryo Asuka è stato accolto positivamente. Daniela Reina di DrCommodore.it lo ha inserito nella lista dei "5 migliori antagonisti nella storia dei manga", sostenendo che uno dei primi antagonisti degno di questo nome. Reagan Babbitt di Westwood Horizon lo considera uno dei migliori cattivi mai esistiti. An Injustice! lo ha classificato tra i "10 personaggi immaginari LGBT che hanno cambiato le nostre vite".
Gabe Peralta di The Fandom Post ha criticato i momenti in cui il personaggio recita lunghi monologhi, soprattutto a inizio serie, e ha trovato "strano" il potere di Ryo di viaggiare nel tempo introdotto in Devilman - Time Travellers. Rebecca Silverman di Anime News Network ha apprezzato la tensione omoerotica tra Akira e Ryo, considerandola "interessante". Reagan Babbitt di Westwood Horizon ha elogiato il piano escogitato dal personaggio e di come si sia fatto "il lavaggio del cervello da solo", credendo di essere realmente Ryo Asuka. Ha sostenuto che la battaglia finale tra lui e Akira è "devastante".
La critica ha invece stroncato la versione di Ryo presente negli OAV, e il modo in cui è stato trattato il personaggio rispetto al manga. The Anime Review ha criticato come è stato proposto il rapporto tra Ryo e Akira, sostenendo che è "una connessione debole" visto che non viene mostrato nulla del loro passato. Ha considerato Ryo un personaggio "molto pericoloso". Paul Jensen di Anime News Network ha criticato le lunghezze dei dialoghi di Ryo nel primo OAV, senza però considerarli necessariamente "noiosi".
Invece in Devilman Crybaby il personaggio di Ryo è stato molto apprezzato. Heather Alexandra e Chris Person di Kotaku hanno elogiato il rapporto tra Ryo e il protagonista. Il duo ha apprezzato soprattutto il finale in cui Ryo si rende infine conto dei sentimenti che prova per Akira, anche se ormai è troppo tardi. Anche Megan Farokhmanesh di The Verge ha apprezzato il rapporto con Akira, dicendo che "è interessante da guardare". Considera il personaggio Ryo "gelido", ma "soave", che fa un bel contrasto con il protagonista. Mike Toole di Anime News Network ha considerato le aggiunte al personaggio di Ryo, come la pistola che porta con sé, una "grande boccata d'aria". Secondo Toole, anche se il protagonista ha Miki, "Ryo ha soltanto Akira" e per questo compie tutte quelle azioni. Michael Pementel di Bloody Disgusting! ha sostenuto che Ryo è colui che ha spinto pian pianino la storia "verso il caos", dicendo che è lui il manipolatore che ha messo "gli umani uno contro l'altro" con i suoi discorsi, giocando sulle loro paure, ma non considera quello il "vero orrore della serie". Vrai Kaiser di Anime Feminist ha elogiato il personaggio, considerandolo una bella rappresentazione della comunità LGBT. Per Kaiser, Ryo è un cattivo tragico, un "mostro" a cui però "viene offerta la speranza"; infine ha definito il suo amore per Akira "simbolo della rinascita".

## Influenza culturale
Il personaggio di Ryo Asuka e il suo rapporto con il protagonista, Akira Fudo, hanno influenzato molto i personaggi immaginari delle opere successive. Secondo Daniela Reina di DrCommodore.it, la loro dinamica "ha fatto la storia".
Diversi critici credono che Grifis di Berserk sia ispirato a Ryo, soprattutto per il rapporto che ha col protagonista Gatsu. Kentarō Miura non si è espresso al riguardo, ma in un'intervista ha sostenuto che ha creato Berserk "mischiando tutto quello che gli piaceva". Secondo Mary Lee Sauder di Honey's Anime, Ryo potrebbe aver influenzato anche Homura Akemi di Puella Magi Madoka Magica. Anna Williams di CBR ha sostenuto che anche Makima di Chainsaw Man è ispirata a Ryo.
Secondo Andrea di Lecce di Wired e June G. di A Deep Mentality Ryo Asuka potrebbe aver influenzato Kaworu Nagisa di Neon Genesis Evangelion dati i molti punti in comune. Hideaki Anno aveva già fatto un riferimento al personaggio nella sigla d'apertura Zankoku na tenshi no these, quando appaiono dodici ali di luce all'unità EVA-01. June G. ha supposto che anche Ryoji Mochizuki di Persona 3 e Joshua di The World Ends with You siano stati influenzati dal personaggio.